# Amt Golzow
La comunità amministrativa di Golzow (Amt Golzow) si trova nel circondario del Märkisch-Oderland nel Brandeburgo, in Germania.

## Geografia fisica
La comunità confina con la città di Seelow ad ovest, con il comune di Letschin a nord, con la Polonia ad est e con la comunità di Lebus a sud.

## Società

### Evoluzione demografica
- Sviluppo della popolazione dal 1875 entro gli attuali confini (Linea Blu: Popolazione; Linea puntata: Confronto dello sviluppo della popolazione dello stato del Brandenburgo; Sfondo grigio: Durante il governo nazista; Sfondo rosso: Durante il periodo della DDR)
- Sviluppo recente della popolazione (Linea blu) e previsioni

| Anno | Abitanti |
| ---- | -------- |
| 1875 | 13 500   |
| 1890 | 11 875   |
| 1910 | 9 712    |
| 1925 | 11 009   |
| 1939 | 10 210   |
| 1950 | 11 083   |
| 1964 | 9 148    |

| Anno | Abitanti |
| ---- | -------- |
| 1971 | 8 991    |
| 1981 | 7 890    |
| 1985 | 7 741    |
| 1990 | 7 517    |
| 1995 | 6 991    |
| 2000 | 6 859    |
| 2005 | 6 271    |

| Anno | Abitanti |
| ---- | -------- |
| 2010 | 5 699    |
| 2015 | 5 313    |
| 2016 | 5 279    |
| 2017 | 5 286    |
| 2018 | 5 271    |
| 2019 | 5 264    |
| 2020 | 5 262    |

Fonti dei dati sono nel dettaglio nelle Wikimedia Commons..

## Suddivisione
Comprende 5 comuni:
- Alt Tucheband
- Bleyen-Genschmar
- Golzow
- Küstriner Vorland
- Zechin

Il capoluogo è Golzow, il centro maggiore Küstriner Vorland.

## Amministrazione

### Gemellaggi
La comunità è gemellata con:
- Dobiegniew, dal 2001[4]